# Merionoeda similaris
Merionoeda similaris är en skalbaggsart som beskrevs av Holzschuh 1991. Merionoeda similaris ingår i släktet Merionoeda och familjen långhorningar. Inga underarter finns listade i Catalogue of Life.